# 15466 Barlow
15466 Barlow è un asteroide della fascia principale. Scoperto nel 1999, presenta un'orbita caratterizzata da un semiasse maggiore pari a 2,5494949 UA e da un'eccentricità di 0,1444667, inclinata di 13,73667° rispetto all'eclittica.